# Фарид Валиулин
Фарит Рашит Валиулин (на татарски: Фәрит Рәшит улы Вәлиуллин) е руски художник – монументалист. Доцент по дизайн и национални изкуства в Катедрата по татарска филология и култура на името на Габула Тукай (от 2006 г.) в Казанския университет. Член на Съюза на художниците на Татарстан (1971) и Съюза на художниците на Русия (1992). Член на Международната асоциация за изящни изкуства на ЮНЕСКО (CLA / AIAP, Международна асоциация на изкуствата). Лауреат на държавната награда „Габдула Тукай“ (2016).

## Биография
Роден е на 24 февруари 1959 г. в Казан, Татарска АССР. През 1974 г. завършва 8 клас на Казанско училище № 21, след това Казанското училище за изящни изкуства със специалност „Учител по рисуване и рисуване“ с отличие. През 1986 г. завършва Московския художествен институт „В.И. Суриков“ със специалност „монументален художник“.